# Colibrí inca de Bolívia
El colibrí inca de Bolívia (Coeligena violifer) és una espècie d'ocell de la família dels troquílids (Trochilidae) que habita des del sud de l'Equador fins al nord-oest de Bolívia.